# 白川幸司
白川 幸司（しらかわ こうじ、1967年12月28日 - ）は、日本の映画監督。宮崎県生まれ。埼玉大学卒。イメージフォーラム付属映像研究所第20、21期卒（特待生）。
卒業制作『意識さえずり』『ヒダリ調教』がイギリスの映画評論家、トニー・レインズにより「この年の日本映画で最大の発見」と称えられた。バンクーバー国際映画祭での上映、ロッテルダム国際映画祭での特集ほか各国で上映される。
3作目『獣の処刑』は横浜美術館へ収蔵された。
4作目『REC』の元となったゲームシナリオ（部屋の中で主人公にアクションをさせることで分岐する物語）を手がけた事から「物語性」を持った作品に傾倒してくる。
5作目『ファスナーと乳房』は、日本をはじめ多くのゲイ＆レズビアン映画祭で上映された。
愛知県立芸術文化センターから出資を受けた6作目『眠る右手を』は香港国際映画祭、バンクーバー国際映画祭に招待。さらにミュージカル短編7作目『マチコのかたち』がバンクーバー国際映画祭他多くの映画祭で上映。韓国JuMF2004 eMotion Film Festival Competitionでグランプリを受賞する。
8作目の『SPICA』が 第59回カンヌ国際映画祭ショートフィルムコーナーopenArtセレクションに出展。オーバーハウゼン国際短編映画祭インターナショナル・コンペティション部門にノミネートされている。
その後、10年間創作を休止した後、2013年より4年間を費やし9作目「ようこそ、美の教室へ」を製作。これは、創作の根源をめぐる物語で4時間40分の作品で、自殺した友人たちの最期の視点から想起したテーマである。

## 作品
- 『意識さえずり』（97年 / 8mm23min / バンクーバー国際映画祭・ロッテルダム国際映画祭） - 成長を止めた兄との戦いのドキュメンタリー。眼帯を求めて失明と狂気へと突き進む兄弟を描く。
- 『ヒダリ調教』（99年 / 8mm57min / バンクーバー国際映画祭・ロッテルダム国際映画祭・ペサロ国際映画祭・IFFコンペ入賞） - 母の自殺。遺品の鏡台が届く。鏡台と対面した作者は、鏡の中に「左利きを矯正される前の自分の存在」に気がつく。そして、左なるものへ還る為の狂気の儀式を始めるのだった。
- 『獣の処刑』（00年 / DV59min /  横浜美術館収蔵・バンクーバー国際映画祭・IFF） - 実験映画を否定する。アートなものを否定する。自分自身のアートを否定する。それは自殺した友人達への作者の答えである。くだらない作品を作る事を止めて、どうすれば死ねるのか。命を失う恐怖感と芸術論の戦いをシニカルに描く。
- 『REC』（00年 / DV18min / テレビ東京放映） - シナリオ参加したゲームの裏バージョンとして実写で製作。ベッドの下に隠されたカメラ視点からの作品。
- 『ファスナーと乳房』（01年 / DV71min / 東京国際レズビアン&ゲイ映画祭・バンクーバー国際映画祭・ロッテルダム国際映画祭・シカゴレズビアン＆ゲイ映画祭） - 2話オムニバス形式。体を売る男女を描く。テーマは空虚感。私には何も無いという想いを、どうすれば、やりすごせるのか。幸せとは、どこに在るのか。
- 『眠る右手を』（02年 / DV208min / 香港国際映画祭・バンクーバー国際映画祭・IFF） - 愛知芸術文化センター制作（要はスポンサーが初めてついた作品）。これまでの作者の集大成として作り上げるが、3時間30分というお化け映画。9人の群像劇。テーマは人間同士の駆け引き。心を読める少年は自傷癖があり、カウンセラーの母親は感情を殺し、画家の父は、糖尿病で体を失っていく。そこにゲイ夫婦や、唇の読める聾唖、愛を知らない美少年が絡み、駆け引きをして地獄に堕ちて行く。全てが絶望に還っていくが、最後に救済の光が訪れる。
- 『マチコのかたち』（03年 / DV30min /  韓国JuMF eMotion Film Festival コンペティション部門グランプリ・バンクーバー国際映画祭） - 極彩色ミュージカル短編。作者がエンターテイメントの修行をしようとミュージカルに挑戦した。歌姫エミ・エレオノーラを迎える。
- 『SPICA』（05年 / HDV30min /  オーバーハウゼン国際短編映画祭インターナショナルコンペ部門ノミネート） - テーマは人間。どうして私はドナー登録もしないで、毎日処分される子犬や子猫を助けもせず、愛に満ちた生活をしているのだろうか。という視点から人間を描けるのではないかと思い作る。長編シナリオも書いたりしたが、もっと詩の様な短編にしたくて構成。現場でシナリオを捨て、役者とのコラボレーションで作る。